# Gurkha Peak
Der Gurkha Peak ist ein rund 900 m hoher Berg im ostantarktischen Viktorialand. Am Nordhang der Kukri Hills ragt er zwischen dem Crescent-Gletscher und dem Von-Guerard-Gletscher auf.
Das New Zealand Geographic Board benannte ihn 1998 in Anlehnung an die Benennung der Kukri Hills nach den Gurkha, zu deren traditionellen Waffen das Kukrimesser gehörte.